# 劉宗樞
劉宗樞，字梅臣，中國清朝官員，漢軍正白旗人。
劉宗樞爲監生出身，曾任尤溪縣知縣。康熙五十一年（1712年），劉宗樞接替周元文擔任台灣府諸羅縣知縣，掌管台南以北的台灣政事。